# NGC 3020
NGC 3020 je galaksija u zviježđu Lavu.

## Vanjske poveznice
- SEDS: NGC 3020